# Kiến An (quận)
Kiến An là một quận nội thành cũ thuộc thành phố Hải Phòng.

## Địa lý
Quận Kiến An nằm ở phía tây nam khu vực nội thành Hải Phòng, cách trung tâm thành phố Hải Phòng 10 km, có vị trí địa lý:
- Phía đông giáp quận Lê Chân (qua sông Lạch Tray) và quận Dương Kinh
- Phía tây giáp huyện An Lão
- Phía nam giáp huyện Kiến Thụy với ranh giới là sông Đa Độ
- Phía bắc giáp quận An Dương với ranh giới là sông Lạch Tray.[2]

Quận có diện tích 29,6 km², dân số năm 2019 là 118.047 người.

## Lịch sử
Tháng 1 năm 1888, tỉnh Hải Phòng (thành lập từ tháng 9 năm 1887) được tách ra để thành lập tỉnh Kiến An và thành phố Hải Phòng. Tháng 8 năm 1902, tỉnh Kiến An đổi tên thành tỉnh Phù Liễn, lấy theo tên đồi thiên văn Phù Liễn, nhưng tới tháng 2 năm 1906, tỉnh Phù Liễn đổi lại tên thành tỉnh Kiến An. Tháng 11 năm 1946, tỉnh Kiến An hợp nhất với Hải Phòng thành liên tỉnh Hải – Kiến; nhưng đến tháng 12 năm 1946 liên tỉnh lại tách về như cũ, lấy tỉnh lỵ là thị xã Kiến An.
Năm 1949, tỉnh Kiến An thuộc Liên khu 3 và có 5 huyện (89 xã): Tiên Lãng, Hải An, An Lão, An Dương, Kiến Thụy. Ngày 4 tháng 3 năm 1950, sáp nhập thêm huyện Thủy Nguyên từ khu Hồng Quảng. Cuối năm 1952, sáp nhập huyện Vĩnh Bảo từ tỉnh Hải Dương. Ngày 26 tháng 9 năm 1955, huyện Hải An sáp nhập vào thành phố Hải Phòng.
Ngày 27 tháng 10 năm 1962, Quốc hội ban hành Nghị quyết về việc sáp nhập tỉnh Kiến An vào thành phố Hải Phòng. Khi đó, thị xã Kiến An thuộc thành phố Hải Phòng.
Ngày 5 tháng 3 năm 1980, Hội đồng Chính phủ ban hành Quyết định số 72-CP về việc:
- Thành lập huyện Kiến An trên cơ sở thị xã Kiến An và 16 xã của huyện An Thụy: An Thái, An Thọ, Mỹ Đức, Chiến Thắng, Tân Viên, Tân Dân, Thái Sơn, Trường Sơn, Quốc Tuấn, An Thắng, An Tiến, Trường Thành, Trường Thọ, Bát Trang, Quang Hưng, Quang Trung.
- Chuyển khu vực nội thị của thị xã Kiến An trở thành thị trấn Kiến An – thị trấn huyện lỵ của huyện Kiến An.

Huyện Kiến An có 19 xã: An Thái, An Thọ, Mỹ Đức, Chiến Thắng, Tân Viên, Tân Dân, Thái Sơn, Trường Sơn, Quốc Tuấn, An Thắng, An Tiến, Trường Thọ, Trường Thành, Bát Trang, Quang Hưng, Quang Trung, Đồng Hòa, Nam Hà, Bắc Hà và thị trấn Kiến An.
Ngày 6 tháng 6 năm 1988, Hội đồng Bộ trưởng ban hành Quyết định số 100-HĐBT về việc:
- Thành lập thị xã Kiến An trên cơ sở thị trấn Kiến An và 3 xã: Bắc Hà, Đồng Hoà, Nam Hà thuộc huyện Kiến An.
- Đổi tên huyện Kiến An thành huyện An Lão.

Thị xã Kiến An có 6 phường: Cận Sơn, Lê Quốc Uy, Bắc Sơn, Trần Thành Ngọ, Ngọc Sơn, Phù Liễn và 3 xã: Đồng Hòa, Bắc Hà, Nam Hà với diện tích 2.650,56 ha (kể cả 2,5 hécta của xã Thái Sơn đưa vào sân bay Kiến An) và dân số 68.061 nhân khẩu.
Ngày 28 tháng 8 năm 1989, Hội đồng Bộ trưởng ban hành Quyết định số 110-HĐBT về việc:
- Sáp nhập phường Lê Quốc Uy vào phường Trần Thành Ngọ.
- Sáp nhập phường Cận Sơn vào phường Phù Liễn.
- Thành lập phường Quán Trữ trên cơ sở một phần diện tích và dân số của xã Đồng Hòa.[7]

Ngày 29 tháng 8 năm 1994, Chính phủ ban hành Nghị định số 100-CP về việc:
- Thành lập quận Kiến An thuộc thành phố Hải Phòng trên cơ sở toàn bộ 2.669,85 ha diện tích tự nhiên và 73.297 nhân khẩu của thị xã Kiến An.
- Thành lập phường Đồng Hòa trên cơ sở xã Đồng Hòa.
- Thành lập phường Tràng Minh trên cơ sở một phần của xã Bắc Hà.
- Thành lập phường Văn Đẩu trên cơ sở một phần của phường Phù Liễn và một phần của các xã Bắc Hà, Nam Hà.
- Sáp nhập phần còn lại của xã Bắc Hà vào phần còn lại của phường Phù Liễn.
- Thành lập phường Nam Sơn trên cơ sở phần còn lại của xã Nam Hà.

Quận Kiến An có 9 phường: Bắc Sơn, Đồng Hòa, Nam Sơn, Ngọc Sơn, Phù Liễn, Quán Trữ, Trần Thành Ngọ, Tràng Minh, Văn Đẩu.
Từ tháng 4 năm 2007, phường Quán Trữ được chia thành hai phường Quán Trữ và Lãm Hà, sau khi chia tách, quận Kiến An có 10 phường. Ngày 1 tháng 1 năm 2025, phường Bắc Hà được thành lập trên cơ sở phường Phù Liễn và phường Tràng Minh, đồng thời hai phường Quán Trữ và phường Lãm Hà được sáp nhập vào phường Đồng Hòa. Từ đó, quận Kiến An có 7 phường như hiện nay.

## Hành chính
Quận Kiến An có 7 đơn vị hành chính cấp xã trực thuộc, bao gồm 7 phường: Bắc Hà, Bắc Sơn, Đồng Hòa, Nam Sơn, Ngọc Sơn, Trần Thành Ngọ, Văn Đẩu.
| Tên        | Diện tích (km²) | Dân số (người)2022 | Mật độ dân số (người/km²)2022 |
| ---------- | --------------- | ------------------ | ----------------------------- |
| Phường (7) |                 |                    |                               |
| Bắc Hà     | 7,38            | 19.845             | 2.689                         |
| Bắc Sơn    | 2,28            | 11.805             | 5.178                         |
| Đồng Hòa   | 6,88            | 34.581             | 5.026                         |

| Tên            | Diện tích (km²) | Dân số (người)2022 | Mật độ dân số (người/km²)2022 |
| -------------- | --------------- | ------------------ | ----------------------------- |
| Nam Sơn        | 3,74            | 11.241             | 3.006                         |
| Ngọc Sơn       | 3,48            | 8.342              | 2.397                         |
| Trần Thành Ngọ | 1,24            | 12.631             | 10.186                        |
| Văn Đẩu        | 4,63            | 16.416             | 3.546                         |

## Kinh tế
Trong những năm gần đây, quận Kiến An đã tạo được bước phát triển nhanh, toàn diện ở tất cả các lĩnh vực với cơ cấu kinh tế đã được xác định: Công nghiệp Tiểu thủ công nghiệp, Thương mại, Du lịch Dịch vụ và Nông nghiệp.
Kiến An có khu công nghiệp Quán Trữ, với khá nhiều nhà máy công nghiệp nhẹ. Nhờ chính sách ưu đãi về đầu tư, Kiến An đang có bước chuyển mình mạnh mẽ.
Hiện nay, quận đã thu hút đầu tư của nhiều nhà đầu tư Trung Quốc. Nhờ đó, có thể chỉ trong vài năm tới, Kiến An sẽ có sự tăng trưởng mạnh mẽ, và rất có thể là mũi nhọn tăng trưởng của thành phố Hải Phòng. 

### Giáo dục
- Các trường Tiểu học trên địa bàn quận Kiến An gồm:

1. Tiểu học Ngọc Sơn
2. Tiểu học Thực hành - Đại học Hải Phòng
3. Tiểu học Lê Hồng Phong
4. Tiểu học Kim Đồng
5. Tiểu học Lý Tự Trọng
6. Tiểu học Trần Quốc Toản
7. Tiểu học Nam Hà
8. Tiểu học Quán Trữ
9. Tiểu học Trần Thành Ngọ
10. Tiểu học Đồng Hòa
11. Tiểu học Nguyễn Du
12. Tiểu học Quang Trung

- Các trường Trung học cơ sở trên địa bàn quận Kiến An gồm:

1. Trung học Cơ sở Lương Khánh Thiện (Đ/c 173, Đường Phan Đăng Lưu, Phường Ngọc Sơn)
2. Trung học Cơ sở Trần Phú (Đ/c 151, Đường Hương Sơn, Phường Văn Đẩu)
3. Trung học Cơ sở Bắc Sơn (Đ/c Vườn hoa Chéo, Phường Bắc Sơn)
4. Trung học Cơ sở Trần Hưng Đạo (Đ/c Cụm 9, phường Quán Trữ)
5. Trung học Cơ sở Nam Hà (Đ/c Đường Trần Nhân Tông, phường Nam Sơn)
6. Trung học Cơ sở Bắc Hà (Đ/c Đường Lưu Úc, phường Phù Liễn)
7. Trung học Cơ sở Đồng Hòa (Đ/c 147, Đường Đồng Hòa, Phường Đồng Hoà)

- Các trường Trung học Phổ thông trên địa bàn quận Kiến An gồm:

1. Trường Trung học phổ thông Kiến An (Đ/c 175, đường Phan Đăng Lưu, Phường Ngọc Sơn)
2. Trường Trung học Phổ thông Đồng Hòa (Đ/c Khu 1, Phường Đồng Hòa)
3. Trường Trung học Phổ thông Phan Đăng Lưu (Đ/c đường Phan Đăng Lưu, Phường Ngọc Sơn)
4. Trường Trung học Phổ thông Trần Tất Văn (Đ/c khuôn viên trường Cao đẳng Nghề Xây dựng, đường Hoàng Quốc Việt, Phường Ngọc Sơn)
5. Trường Trung tâm giáo dục thường xuyên Kiến An (Đ/c đường Nguyễn Lương Bằng, Phường Văn Đẩu)

Một số trường Đại học, Cao đẳng đóng trên địa bàn quận Kiến An như:
- Trường Đại học Hải Phòng
- Cao đẳng Công nghệ Bách khoa Hà Nội (cơ sở Hải Phòng)
- Cao đẳng Cộng đồng Hải Phòng
- Cao đẳng Duyên Hải
- Cao đẳng Công nghệ và Du lịch Bắc Nam

## Du lịch
Kiến An có đồi Thiên Văn, nơi đặt đài thiên văn lớn nhất Miền Bắc, không những làm nhiệm vụ phục vụ cho khí tượng thủy văn, mà từ trên đỉnh đồi có thể ngắm nhìn toàn cảnh quận Kiến An. Tại đây, bạn có thể cảm thấy mình đang ở trong một khu rừng thực sự, và khi leo lên đỉnh đồi, bạn có thể cảm nhận được công sức mình bỏ ra là không uổng phí. Bạn có thể phóng tầm mắt ra tận chân trời để nhìn ngắm toàn cảnh quận Kiến An. Với những đồi thông xanh mướt rì rào bạn sẽ cảm thấy xua tan mệt nhọc khi đến đây chơi vào những ngày hè nóng bức thì không khí vẫn mát mẻ như Đà Lạt. Có thể nói đồi thiên văn có nét hao hao giống Đà Lạt.
Kiến An còn có hồ Hạnh Phúc, đây là một công trình phục vụ nhân dân, hồ đẹp và rộng, được Quận tiến hành nạo vét xây kè xung quanh, trồng cây xanh tạo khung cảnh của một công viên rất đẹp không thua kém bất kỳ hồ công viên nào khác.

## Giao thông

### Đường phố
- An Viên
- Bắc Sơn
- Bạch Mã
- Bùi Mộng Hoa
- Bùi Viện
- Cao Toàn
- Chiêu Chinh
- Cựu Viên
- Đất Đỏ
- Đẩu Phượng
- Đẩu Vũ
- Đoàn Kết
- Đông Chấn
- Đồng Hòa
- Đồng Lập
- Đồng Quy
- Đông Sơn
- Đồng Tâm
- Hạnh Phúc
- Hòa Bình
- Hoa Khê
- Hoàng Công Khanh
- Hoàng Quốc Việt
- Hoàng Thiết Tâm
- Hồng Phúc
- Hương Sơn
- Kha Lâm
- Khúc Lập
- Khúc Trì
- Lãm Hà
- Lãm Khê
- Lê Đại Thanh
- Lê Duẩn
- Lê Khắc Cần
- Lê Quốc Uy
- Lệ Tảo
- Lưu Úc
- Mạc Đĩnh Chi
- Mạc Kinh Điển
- Mạc Thiên Phúc
- Máy Xay
- Mỹ Thịnh
- Nam Hà
- Nguyễn Công Mỹ
- Nguyễn Lương Bằng
- Nguyễn Mẫn
- Nguyễn Thiện Lộc
- Nguyễn Xiển
- Nhi Viên
- Phan Đăng Lưu
- Phan Trứ
- Phù Lưu
- Phùng Thị Trinh
- Phương Khê
- Quán Trữ
- Quảng Trường
- Quý Minh
- Quy Túc
- Quyết Tiến
- Tân Hà
- Tây Hà
- Tây Sơn
- Thanh Long
- Thống Trực
- Tô Phong
- Trần Bích
- Trần Kiên
- Trần Nhân Tông
- Trần Nhội
- Trần Phương
- Trần Tất Văn
- Trần Thành Ngọ
- Trần Văn Cẩn
- Trang Đồng Tử
- Trữ Khê
- Trung Tâm
- Trường Chinh
- Trương Đồng Tử
- Ưu Úc
- Việt Đức
- Vụ Sơn
- Vườn Chay
- Xuân Biều

### Quân sự
- Sân bay Kiến An